# Federigo Enriques
Federigo Enriques, född 5 januari 1871, död 14 juni 1946, var en italiensk matematiker och filosof.
Enriques blev 1900 professor i geometri i Bologna. Han tilldelades matematikpriset från Accademia dei XL 1895. Enriques skrev i Encyklopädie der mathematischen Wissenschaften den del som handlade om geometrins grundläggande principer. Det var också huvudsakligen hithörande frågor, som han från såväl logiskt-kritisk som psykologisk ståndpunkt behandlade i sina matematiska skrifter. Bland annat sökte Enriques vissa villkor, som de grundläggande satserna måste uppfylla för att inte stå i strid med vår naturliga rumsuppfattning. Även olika sinnens insats vid förvärvandet av vår rumsuppfattning behandlade han. När Enriques redan gjort sig känd som matematiker, började han sysselsätta sig med filosofi. Han var en av grundarna och senare en av medredaktörerna för tidskriften Scientia, ett organ för vetenskaplig syntes. Hans filosofiska lärosystem var närmast kritisk positivism. Bland Enriques skrifter märks Problemi della scienza (1906, tysk översättning 1910), Scienza e razionalismo (1912) och Per la storia della logica (1922).